# BRIT Awards 2020
Jubileuszowa, czterdziesta ceremonia rozdania BRIT Awards, prestiżowych nagród wręczanych przez Brytyjski Przemysł Fonograficzny odbyła się we wtorek, 18 lutego 2020 roku. Wydarzenie to miało miejsce po raz dziewiąty na O₂ Arenie w Londynie w Wielkiej Brytanii, a zarazem trzecie, które było prowadzone przez angielskiego komika i prezentera telewizyjnego, Jacka Whitehall'a. Gala była śledzona przez liczbę 3,8 mln widzów.
Po dwie statuetki odebrał szkocki piosenkarz Lewis Capaldi w kategoriach 'Utwór roku' ("Someone You Loved") oraz 'Najlepszy nowy artysta'. Laureatem kategorii 'Brytyjski album roku' sponsorowanej przez firmę Mastercard został brytyjski raper Dave i jego płyta, Psychodrama (2019).

## Nominacje i zwycięzcy
W 2020 roku nagrody zostały przyznane w dziesięciu kategoriach, z czego cztery zostały zlikwidowane, a trzy inne przemianowane.
| Brytyjski album roku (prezentowane przez Billie Eilish i Finneasa O’Conella)                                                                                          | Utwór roku (prezentowane przez Toma Jonesa) |
| --- | --- |
| - Dave – Psychodrama - Harry Styles – Fine Line - Lewis Capaldi – Divinely Uninspired to a Hellish Extent - Michael Kiwanuka – Kiwanuka - Stormzy – Heavy Is The Head | - Lewis Capaldi – "Someone You Loved" - AJ Tracey – "Ladbroke Grove" - Calvin Harris (gościnnie Rag’n’Bone Man) – "Giant" - Dave (gościnnie Burna Boy) – "Location" - Ed Sheeran (gościnnie Justin Bieber) – "I Don’t Care" - Mabel – "Don't Call Me Up" - Mark Ronson (gościnnie Miley Cyrus) – "Nothing Breaks Like a Heart" - Sam Smith (gościnnie Normani) – "Dancing with a Stranger" - Stormzy – "Vossi Bop" - Tom Walker – "Just You and I" |
| Najlepszy brytyjski artysta (prezentowane przez Rona Wooda) | Najlepsza brytyjska artystka (prezentowane przez Jorję Smith i Ellie Goulding) |
| - Stormzy - Dave - Harry Styles - Lewis Capaldi - Michael Kiwanuka | - Mabel - Charli XCX - FKA Twigs - Freya Ridings - Mahalia |
| Najlepsza brytyjska grupa (prezentowane przez Hailee Steinfeld, Anne-Marie i Courtney Love)                                                                           | Najlepszy przełomowy wykonawca (prezentowane przez Clarę Amfo i Nialla Horana) |
| - Foals - Bastille - Bring Me the Horizon - Coldplay - D-Block Europe                                                                                                 | - Lewis Capaldi - Aitch - Dave - Mabel - Sam Fender |
| Najlepszy artysta międzynarodowy (prezentowane przez Kiefera Sunderlanda i Palomę Faith)                                                                              | Najlepsza artystka międzynarodowa (prezentowane przez Melanie C) |
| - Tyler, the Creator - Bruce Springsteen - Burna Boy - Dermot Kennedy - Post Malone                                                                                   | - Billie Eilish - Ariana Grande - Camila Cabello - Lana Del Rey - Lizzo |
| Wschodząca gwiazda | Najlepszy brytyjski producent |
| - Celeste - Beabadoobee - Joy Crookes | - Fred Gibson |

| Liczba | Artysta          |
| ------ | ---------------- |
| 4      | Dave             |
| 4      | Lewis Capaldi    |
| 3      | Mabel            |
| 3      | Stormzy          |
| 2      | Burna Boy        |
| 2      | Harry Styles     |
| 2      | Michael Kiwanuka |

## Występy

### Pre-ceremonia
| Wykonawca/y            | Utwór                   | Zmiany na UK Singles Chart (notowanie z 17 stycznia 2020) | Zmiany na UK Albums Chart (notowanie z 17 stycznia 2020) |
| ---------------------- | ----------------------- | --------------------------------------------------------- | -------------------------------------------------------- |
| Liam Payne Cheat Codes | "Live Forever"          | N/A                                                       | LP1 – 100 (-31)                                          |
| Freya Ridings          | "Lost Without You"      | N/A                                                       | Freya Ridings – 72 (+18)                                 |
| Aitch                  | "Taste (Make It Shake)" | N/A                                                       | N/A                                                      |
| Dermot Kennedy         | "Power Over Me"         | 60 (+26)                                                  | Without Fear – 23 (+17)                                  |
| Mabel                  | "Don't Call Me Up"      | 52 (+4)                                                   | High Expectations – 22 (+7)                              |

### Główna ceremonia
| Wykonawca(y)                                                            | Utwór | Zmiany na UK Singles Chart (notowanie z 21 lutego 2020) | Zmiany na UK Albums Chart (notowanie z 21 lutego 2020)                          |
| ----------------------------------------------------------------------- | --- | ------------------------------------------------------- | ------------------------------------------------------------------------------- |
| Mabel                                                                   | "Don't Call Me Up" | 34 (+14)                                                | High Expectations – 24 (+5)                                                     |
| Lewis Capaldi                                                           | "Someone You Loved" | 6 (+1)                                                  | Divinely Uninspired to a Hellish Extent – 2 (=)                                 |
| Harry Styles                                                            | "Falling" | 41 (+53)                                                | Fine Line – 8 (+1)                                                              |
| Lizzo                                                                   | "Cuz I Love You" "Truth Hurts" "Good as Hell" "Juice"                                                                              | N/A 66 (+9) N/A                                         | Cuz I Love You – 35 (ponowne wejście)                                           |
| Dave                                                                    | "Black" | 100 (ponowne wejście)                                   | Psychodrama – 14 (+43)                                                          |
| Billie Eilish Finneas O’Connell Johnny Marr Hans Zimmer                 | "No Time to Die" | 1 (debiut)                                              | When We All Fall Asleep, Where Do We Go? – 4 (+2) Don't Smile at Me – 13 (+4)   |
| Celeste                                                                 | "Strange" | N/A                                                     | N/A                                                                             |
| Stormzy Burna Boy Tiana Major9                                          | "Don't Forget to Breathe" "Do Better" "Wiley Flow" "Own It" (wraz z elementami utworu "Fortune Teller" J Husa) "Anybody "Rainfall" | N/A 23 (=) N/A                                          | Heavy Is the Head – 7 (=)                                                       |
| Rod Stewart Królewska Orkiestra Filharmoniczna Ronnie Wood Kenney Jones | "I Don’t Want to Talk About It" "Stay with Me"                                                                                     | N/A                                                     | You're in My Heart: Rod Stewart with the Royal Philharmonic Orchestra – 34 (–8) |